# Hell's Kitchen

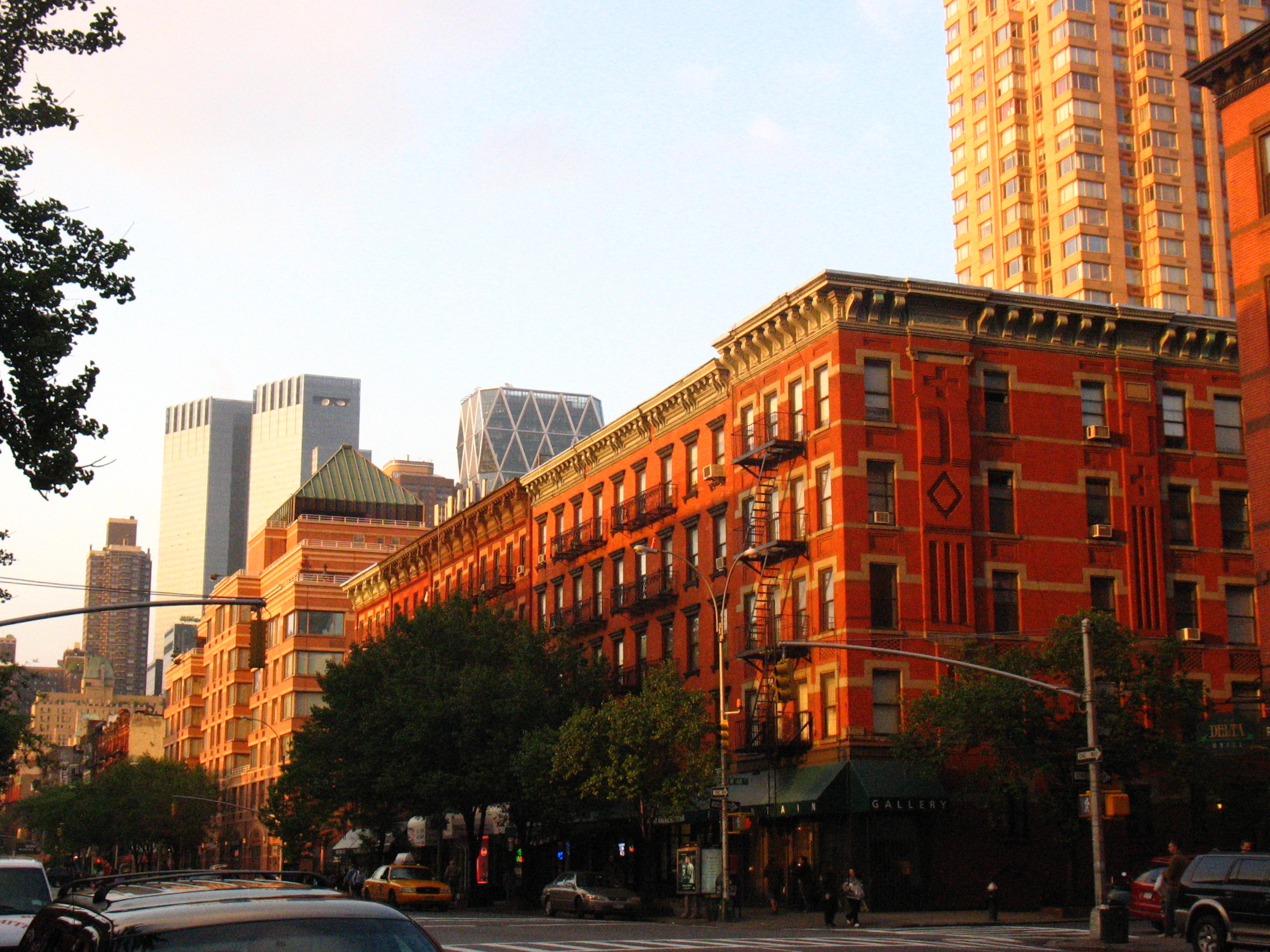
Pohled z 47. a 48. ulice na Devátou Avenue severním směrem k Time Warner Center a Hearst Tower

Hell's Kitchen, známá také jako Clinton a Midtown West, je místní část newyorské čtvrti Manhattan. Zahrnuje zhruba oblast mezi 34. ulicí a 59. ulicí od 8. Avenue k Hudson River.
Tato část poskytuje dopravní, lékařskou a velkoobchodní infrastrukturu pro obchodní čtvrť Midtown Manhattan.